# 董卿
董卿（1973年11月17日—），女，汉族，上海崇明人，中国中央广播电视总台节目主持人、央视节目制作人，以主持大型晚会类节目见长。主持节目有《欢乐中国行》《魅力中国》《音乐人生》《我要上春晚》等。曾于2005年到2017年连续13年主持中央电视台的春节联欢晚会。

## 生平

### 童年和求學
董卿自幼寄养在上海的外婆家，在上小学时被接回安徽淮北与父母同住，并随父母工作调动迁往浙江嘉兴，在嘉兴一中完成了中学学业。1991年9月考入浙江艺术学校（现浙江艺术职业学院）的话剧表演专业（大中专）。

### 電視台
1994年毕业后被分配在浙江省话剧团，在陪朋友应聘浙江电视台过程中意外被选中，开始电视主持编导生涯。1996年应聘进入上海东方电视台，以剧组外联的身份参加了1996年中央电视台春节联欢晚会上海分会场的筹备，并于上海戏剧学院电视编导系进修。1998年主持综艺节目《相约星期六》，在上海主持界崭露头角。1999年，进入上海卫视，接连主持《试听满天星》《上海大戏院》《新上海游记》等多档节目，并在上海华东师范大学中文系古典文学专业进修。2001年，因主持“上海—悉尼双向传送音乐会”获得中国播音主持界最高奖项“金话筒奖”。2002年5月，进入中央电视台工作，在刚成立的中央电视台西部频道担任《魅力12》主持。2004年，随着中央电视台西部频道改为社会与法频道，董卿调入中央电视台综艺频道，因主持第十一届青歌赛和大型室外晚会节目《欢乐中国行》的出色表现而为观众熟知，2005年首次亮相央视春节联欢晚会，此后连续十三年担任央视春节联欢晚会主持。2006年，再次获颁“金话筒奖”，并获得中国电视金鹰奖最佳电视节目主持人。2007年，就读上海戏剧学院的在职MFA艺术硕士。2010年，再次获得中国电视金鹰奖最佳电视节目主持人。
2014年4月，董卿以美国南加州大学马歇尔商学院访问学者的身份到美国学习一年。2015年7月，董卿重返荧屏，在中央电视台综艺节目《挑战不可能》担任导师。2016年，主持《中国诗词大会》。2017年2月18日，董卿首次担任制作人的节目《朗读者》首播。2017年6月，受聘华东师范大学兼职教授。

## 家庭
父亲董善祥（老家在上海市崇明农村），作为工农兵学员被推荐进入复旦大学，1970年代初结业被分配到安徽省淮北市濉溪县委党校，其同校女友金路德被分配到离濉溪县10多公里的钟楼中学当教师，他们在濉溪县钟楼乡民政办办了结婚登记手续。1980年代初董善祥在淮北市委政策研究室工作，负责机关简报《淮北情况》的稿件选编。1985年，董善祥被安排担任了嘉兴日报社副总编，开始分管副刊。
現任丈夫密春雷（1974年12月–）为商人，二婚，與前妻育有一對兒女（由前妻抚養）。董卿2014年赴美國生下一子。